# Асфалт
Асфалтът е лепкава, черна и полутечна маса, съставена основно от битум. Той се получава при обработка на нефт. Много често под „асфалт“ се разбира асфалтобетон, най-често смес на асфалт, пясък и трошен камък, използван за настилка на пътищата. В тази смес асфалтът играе роля на свързващо вещество, което слепва отделните части.

## Етимология
Думата асфалт идва от френското asphalte, което произлиза от латинското asphalton, asphaltum  и от гръцкото asphalton, asphaltos (άσφαλτος), което има значение на „да подсигуря“, „да скрепя“ нещо.